# PNC Financial Services
PNC Financial Services Group — американская финансовая корпорация. PNC осуществляет свою деятельность в девятнадцати штатах США и округе Колумбия, имеет 2460 отделений, 9000 банкоматов, обслуживает компании и государственные учреждения, а также управляет активами различных предприятий. Входит в десятку крупнейших банков США. В 2015 году PNC Financial заняла 105-е место среди крупнейших инвестиционных компаний мира по размеру активов под управлением ($133,5 млрд). На конец 2019 года активы под управлением составляли $297 млрд.

## История

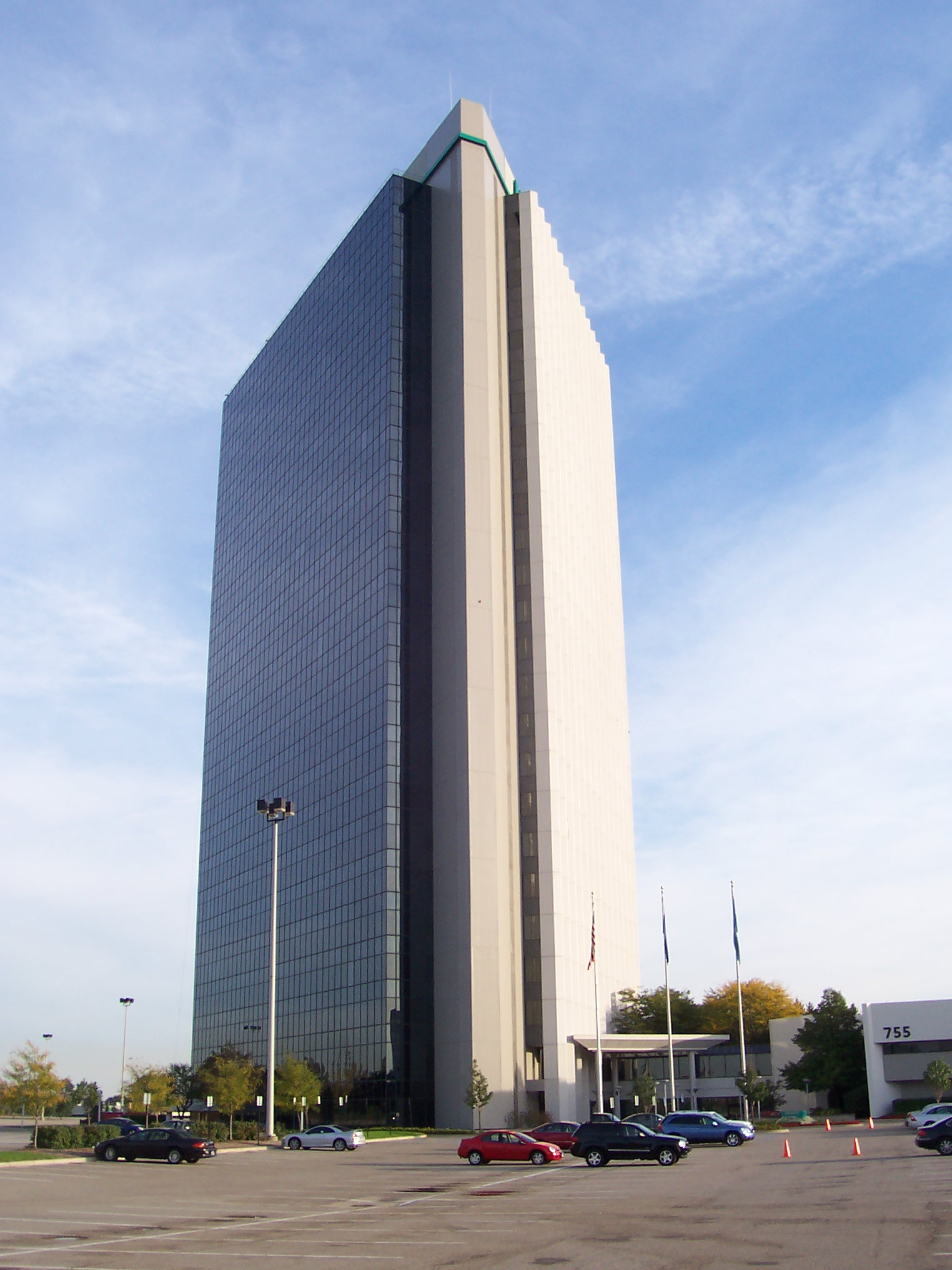
Здание PNC в городе
Трой, Мичиган.

PNC Financial Services ведёт свою историю с компании Pittsburgh Trust and Savings Company, которая была основана в Питтсбурге, штат Пенсильвания 10 апреля 1845. Из-за длительного восстановления города после Большого Питтсбургского пожара полноценная работа финансовой компании началась только 28 января 1852 года. Банк был переименован в Pittsburgh Trust Company в 1853 году, через пять лет компания разместила свою штаб-квартиру на углу Пятой авеню и Вуд-стрит в Питтсбурге, где она находится и по сей день. Банк изменил свое название на First National Bank of Pittsburgh в 1863 году.
К 1959 году после ряда слияний финансовая компания превратилась в Национальный банк Питтсбурга (Pittsburgh National Bank), на основе которого была создана холдинговая компания Pittsburgh National Corporation. Другой предшественник современной финансовой группы, Provident National Corporation, был основан в Филадельфии в 1865 году.
В 1982 году Pittsburgh National Corporation и Provident National Corporation объединились в новое юридическое лицо под названием PNC Financial Corporation. Это было крупнейшим банковским слиянием в американской истории в то время. В период с 1991 по 1996 год PNC поглотила более десяти меньших банков и финансовых институтов, расширив своё присутствие от Кентукки до Нью-Йорка.
В 2005 году PNC приобрела Riggs Bank. Осенью 2006 года PNC объявила о покупке Mercantile Bankshares, банка в Мэриленде с сетью отделений в Вашингтоне, Балтиморе и Северной Виргинии. 17 сентября 2007 PNC завершила слияние с Mercantile, что сделало PNC восьмым банком в США по размеру депозитов. 15 сентября 2007 PNC Bank приобрёл Citizens National Bank в Лореле, штат Мэриленд.
2 марта 2007 года PNC завершила сделку по приобретению компании Bankshares. 7 июня 2007 года PNC объявила о приобретении Yardville National Bancorp, небольшого коммерческого банка, работающего в Нью-Джерси и восточной Пенсильвании, сделка была завершена в марте 2008 года. 19 июля 2007, PNC объявила о приобретении Sterling Financial Corporation, коммерческого и потребительского банка с отделениями в Пенсильвании, северо-восточной части штата Мэриленд и штате Делавэр, сделка также была завершена в 2008 году.
24 октября 2008, PNC объявила, что она приобретет National City Corporation за $5,2 млрд. Приобретение позволило PNC стать шестым по величине банком в Соединенных Штатах и пятым по количеству отделений. Сделка была одобрена акционерами обоих банков 23 декабря 2008 года и завершена 31 декабря 2008 года. Сделка сделала PNC крупнейшим банком в Пенсильвании, Огайо и Кентукки, а также вторым по величине банком в Мэриленде и Индиане. PNC также значительно расширил присутствие на Среднем Западе, и вышел на рынок Флориды. National City дополнил присутствие PNC в западной Пенсильвании, Цинциннати, Огайо, Луисвилле, Кентукки. Часть средств на покупку дала продажа привилегированных акций Казначейству США в рамках помощи в преодолении финансового кризиса 2007—08 годов. Для выкупа этих акций в 2010 году PNC продала The Bank of New York Mellon свою дочернюю компанию по управлению взаимными фондами PNC Global Investment Servicing (она была основана в 1973 году, имела центры деятельности в Ирландии, Люксембурге, США и островах Кайман, активы под управлением фондов составляли $1,9 трлн).
26 июля 2011 года PNC за $42 млн приобрела 27 отделений в северном пригороде Атланты у Flagstar Bank.
19 июня 2011 PNC за $3,45 млрд купила RBC Bank, дочернюю структуру в США Royal Bank of Canada. С 426 филиалами RBC Bank имел значительное присутствие в Виргинии, Северной Каролине, Южной Каролине, Джорджии, Алабаме и Флориде. Приобретение сделало PNC пятым банком США по количеству отделений и шестым по размеру активов.

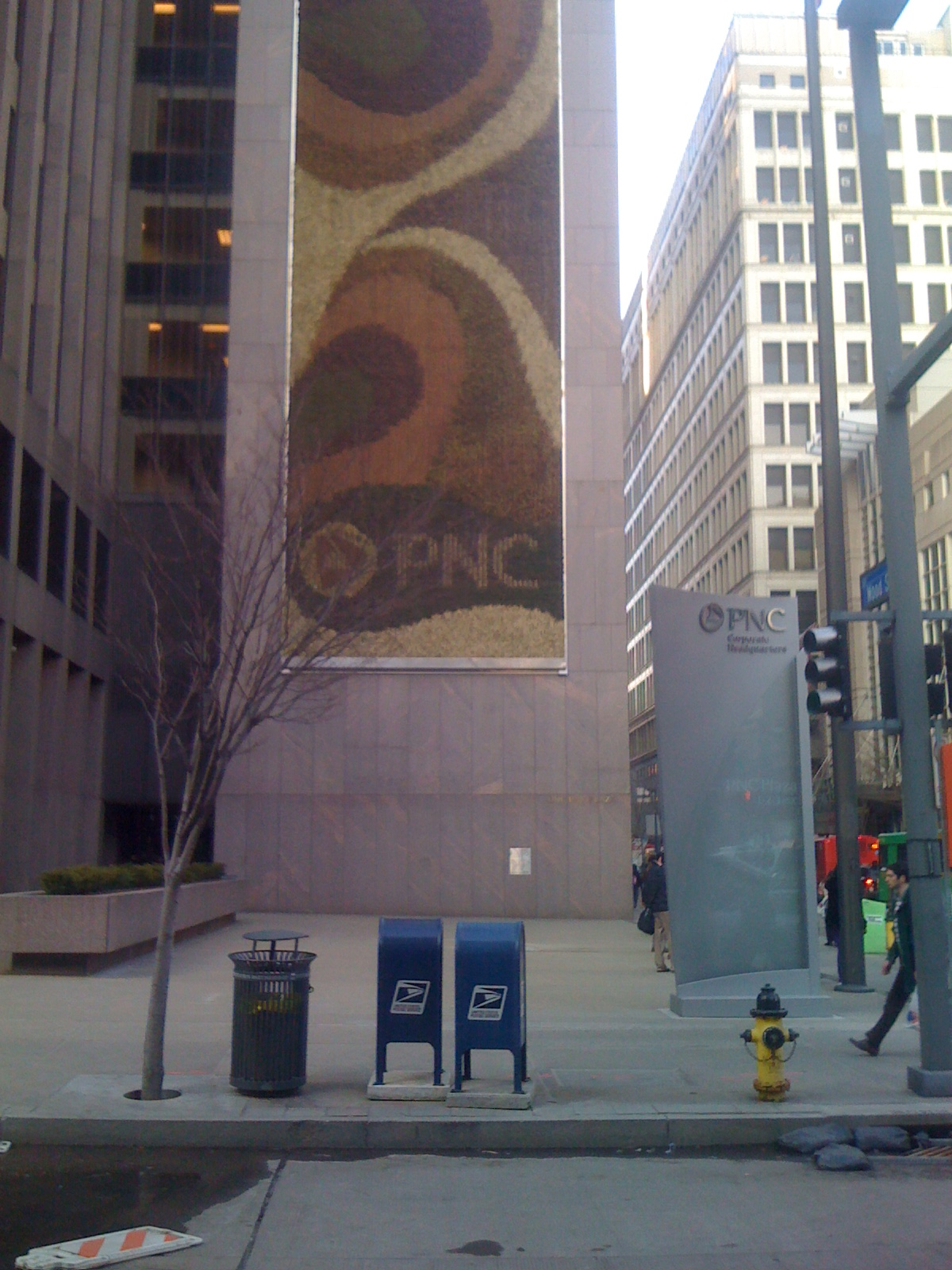
One PNC Plaza. Бывшая штаб-квартира PNC в Питтсбурге.

23 мая 2011 PNC обнародовал планы нового здания корпоративной штаб-квартиры стоимостью $400 млн в центре Питтсбурга. Новое 33-этажное здание, называемое Tower at PNC Plaza, расположено на пересечении Пятой авеню и Вуд-стрит вплотную к прежней штаб-квартире. PNC будет принадлежать всё здание. Башня PNC Plaza стало одним из самых экологичных небоскрёбов в мире, Некоторые из его особенностей включают двойной стеклянный фасад для уменьшения затраты на охлаждение и содействовать попаданию естественного воздуха в здание, систему климат-контроля с высоким КПД для нагрева или охлаждения конкретных зон здания по мере необходимости.
В мае 2020 года PNC за $14,4 млрд продала свою долю в корпорации BlackRock, которая на тот момент составляла около 22 %

## Деятельность

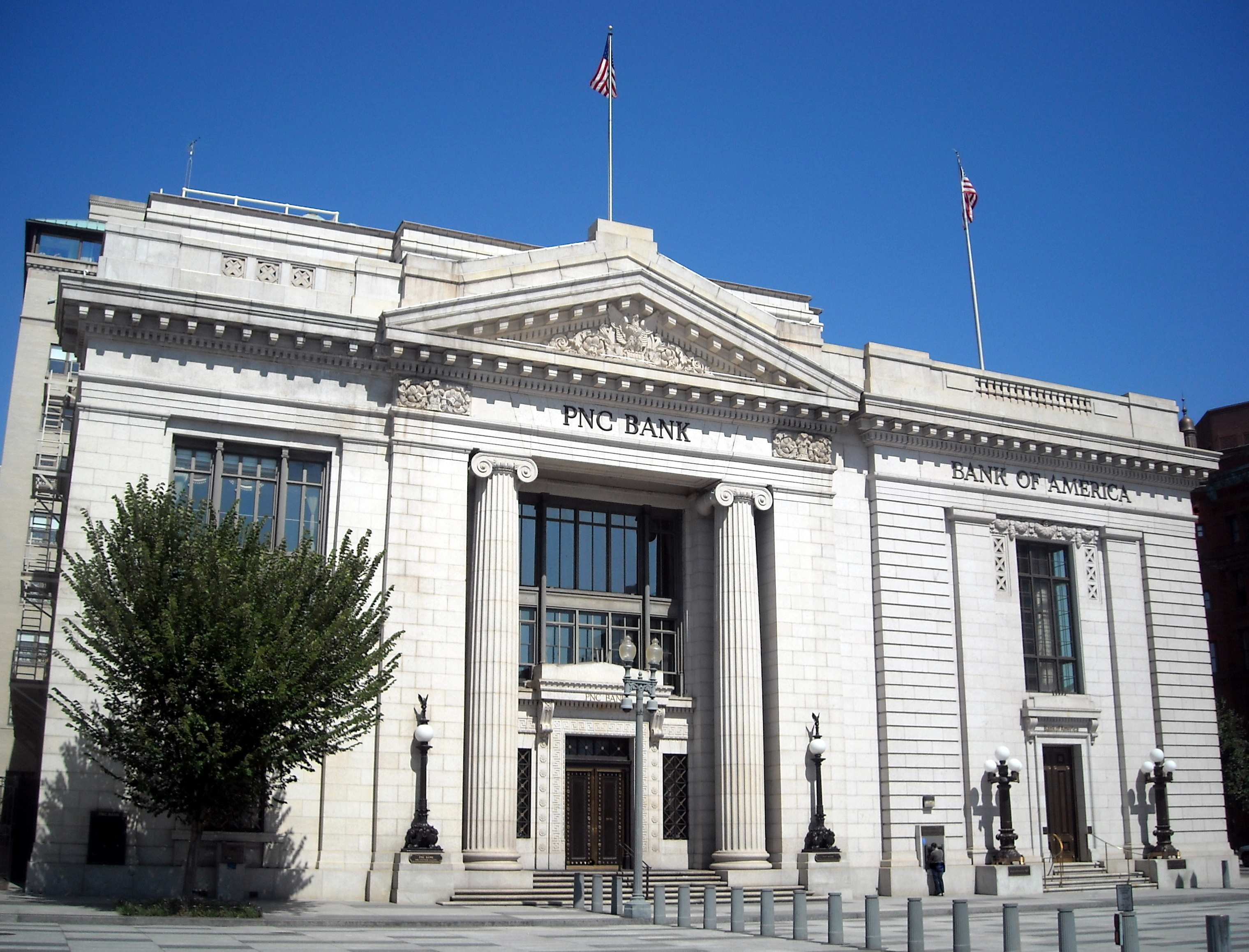
Отделение PNC Bank, расположенный в бывшей штаб-квартире Riggs Bank на Пенсильвания-авеню, в Вашингтоне

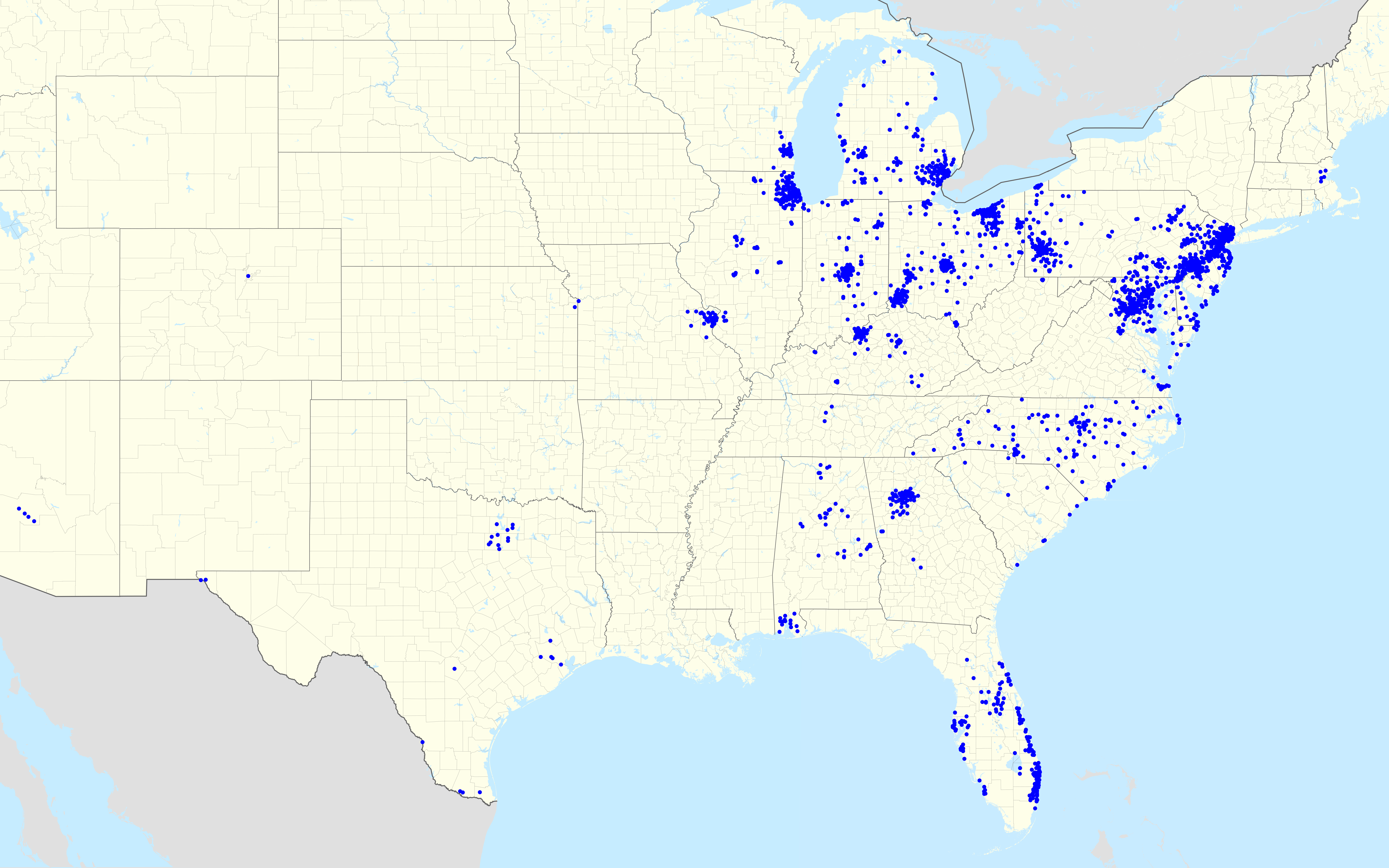
Отделения PNC по состоянию на 2021

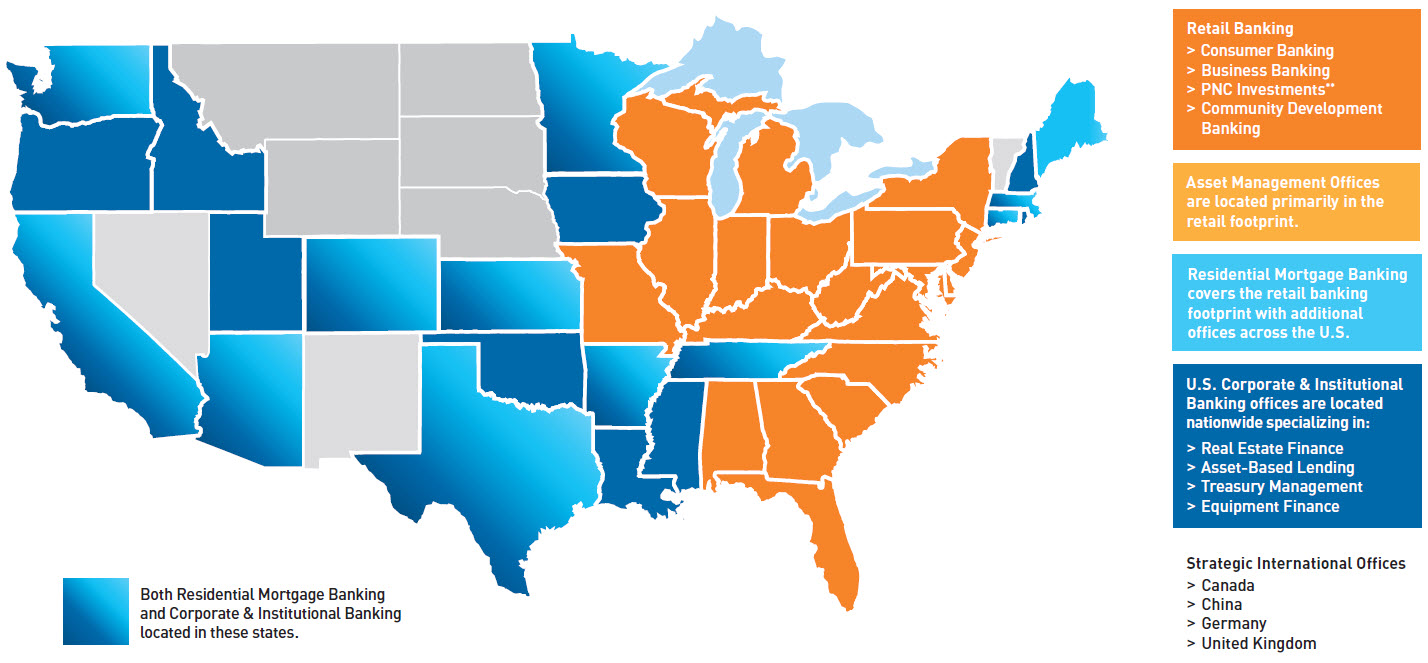
Корпоративный след PNC Bank

Основной дочерней структурой PNC Financial Services Group, Inc. является PNC Bank NA; этот банк предлагает потребительские и корпоративные услуги через более чем 2500 отделений в штатах Алабама, Делавэр, округе Колумбия, Флорида, Джорджия, Кентукки, Индиана, Иллинойс, Мэриленд, Мичиган, Миссури, Нью-Джерси, Нью-Йорк, Северная Каролина, Огайо, Пенсильвания, Южная Каролина, Виргиния, Западная Виргиния и Висконсин. PNC владеет около 21 % компании BlackRock. Более половины выручки даёт чистый процентный доход, в 2019 году на него пришлось $9,97 млрд из $17,83 млрд выручки (процентный доход $13,76 млрд, расход $3,8 млрд). При балансе $410 млрд выданные кредиты составляют $240 млрд, принятые депозиты $288,5 млрд.

### Розничные банковские услуги
Корпорация является ведущим банком на своих основных рынках и входит в топ-десять кредиторов малого бизнеса, ей принадлежит третья по величине сеть банкоматов в США.

### Кредитные карты PNC
После слияния с National City Bank в 2008 году PNC участвует в выпуске кредитных карт Visa. В 2014 году корпорация занимала 11-е место среди эмитентов Visa / MasterCard и продолжала наращивать их выпуск.

### PNC Business Credit
PNC Business Credit занимается кредитованием частных акционерных групп и средних компаний рынка. Это подразделение PNC работает в США, Канаде и Великобритании, закрыто более 400 сделок в течение 2011—2013 годов общей суммой $27 млрд.

### Корпоративное и институциональное банковское дело / Harris Williams & Co
Компания Harris Williams & Co. является одной из крупнейших консультационных фирм США по слияниям и поглощениям.

### PNC Mortgage
PNC Mortgage (бывший National City Mortgage) — ипотечное подразделение PNC. Приобретена в рамках сделки с National City. PNC Mortgage приписывают первые ипотечные кредиты в Соединенных Штатах, PNC Mortgage имеет офисы по всей стране.
| Год                 | 2001  | 2002  | 2003  | 2004  | 2005  | 2006  | 2007  | 2008  | 2009  | 2010  | 2011  | 2012  | 2013  | 2014  | 2015  | 2016  | 2017  | 2018  | 2019  | 2020  |
| ------------------- | ----- | ----- | ----- | ----- | ----- | ----- | ----- | ----- | ----- | ----- | ----- | ----- | ----- | ----- | ----- | ----- | ----- | ----- | ----- | ----- |
| Оборот              |       |       |       |       | 5,484 | 7,705 | 5,891 | 6,296 | 16,23 | 15,18 | 14,33 | 15,51 | 16,01 | 15,38 | 15,23 | 15,16 | 16,33 | 17,13 | 17,83 | 16,90 |
| Чистая прибыль      | 0,377 | 1,184 | 1,001 | 1,197 | 1,358 | 2,599 | 1,491 | 0,914 | 2,403 | 3,391 | 3,065 | 2,994 | 4,212 | 4,207 | 4,143 | 3,985 | 5,388 | 5,346 | 5,418 | 7,558 |
| Активы              | 69,64 | 66,38 | 68,17 | 79,72 | 91,95 | 101,8 | 138,9 | 291,1 | 269,9 | 264,2 | 271,1 | 305,0 | 320,2 | 345,1 | 358,5 | 366,4 | 380,8 | 382,3 | 410,3 | 466,7 |
| Собственный капитал | 5,823 | 6,859 | 6,645 | 7,473 | 8,563 | 10,79 | 14,85 | 25,42 | 29,94 | 30,21 | 34,01 | 38,95 | 42,33 | 44,55 | 44,71 | 45,70 | 47,51 | 47,73 | 49,31 | 54,01 |

## Руководство
- 1968—1985 — Мерл Е. Гиллилэнд[28][29]
- 1985—2000 — Томас Х. О’Брайен[30][31]
- 2000—2013 — Джеймс Рор
- с 23 апреля 2013 — Уильям Демчак[32]

## Акционеры
Крупнейшие владельцы акций PNC Financial Services на 31 марта 2017 года.
| Название акционера                               | Количество акций | Процент |
| ------------------------------------------------ | ---------------- | ------- |
| Wellington Management Company LLP                | ▼ 37 153 615     | 7.65    |
| The Vanguard Group, Inc.                         | ▼ 31 965 835     | 6.58    |
| State Street Global Advisors, Inc.               | ▼ 23 668 576     | 4.87    |
| FMR Co., Inc.                                    | ▲ 13 760 691     | 2.83    |
| BlackRock Institutional Trust Company, N.A.      | ▲ 12 140 000     | 2.50    |
| J.P. Morgan Investment Management Inc.           | ▲ 11 853 449     | 2.44    |
| Invesco Advisers, Inc.                           | ▼ 11 584 541     | 2.38    |
| Capital World Investors                          | ▲ 9 457 606      | 1.94    |
| Capital Research Global Investors                | ▲ 9 285 413      | 1.91    |
| MFS Investment Management K.K.                   | ▲ 9 268 778      | 1.91    |
| T. Rowe Price Associates, Inc.                   | ▲ 8 424 204      | 1.73    |
| Franklin Mutual Advisers, LLC                    | ▼ 8 105 564      | 1.67    |
| BlackRock Fund Advisors                          | ▲ 7 284 000      | 1.50    |
| Merrill Lynch, Pierce, Fenner & Smith Inc.       | ▲ 6 733 752      | 1.38    |
| Northern Trust Investments, N.A.                 | ▲ 6 081 781      | 1.25    |
| Mellon Capital Management Corporation            | ▲ 5 951 738      | 1.22    |
| State Street Global Advisors (Australia) Limited | ▼ 5 695 533      | 1.17    |
| BlackRock Investment Management (UK) Limited     | ▲ 4 856 000      | 1.00    |

## Примечательные корпоративные здания

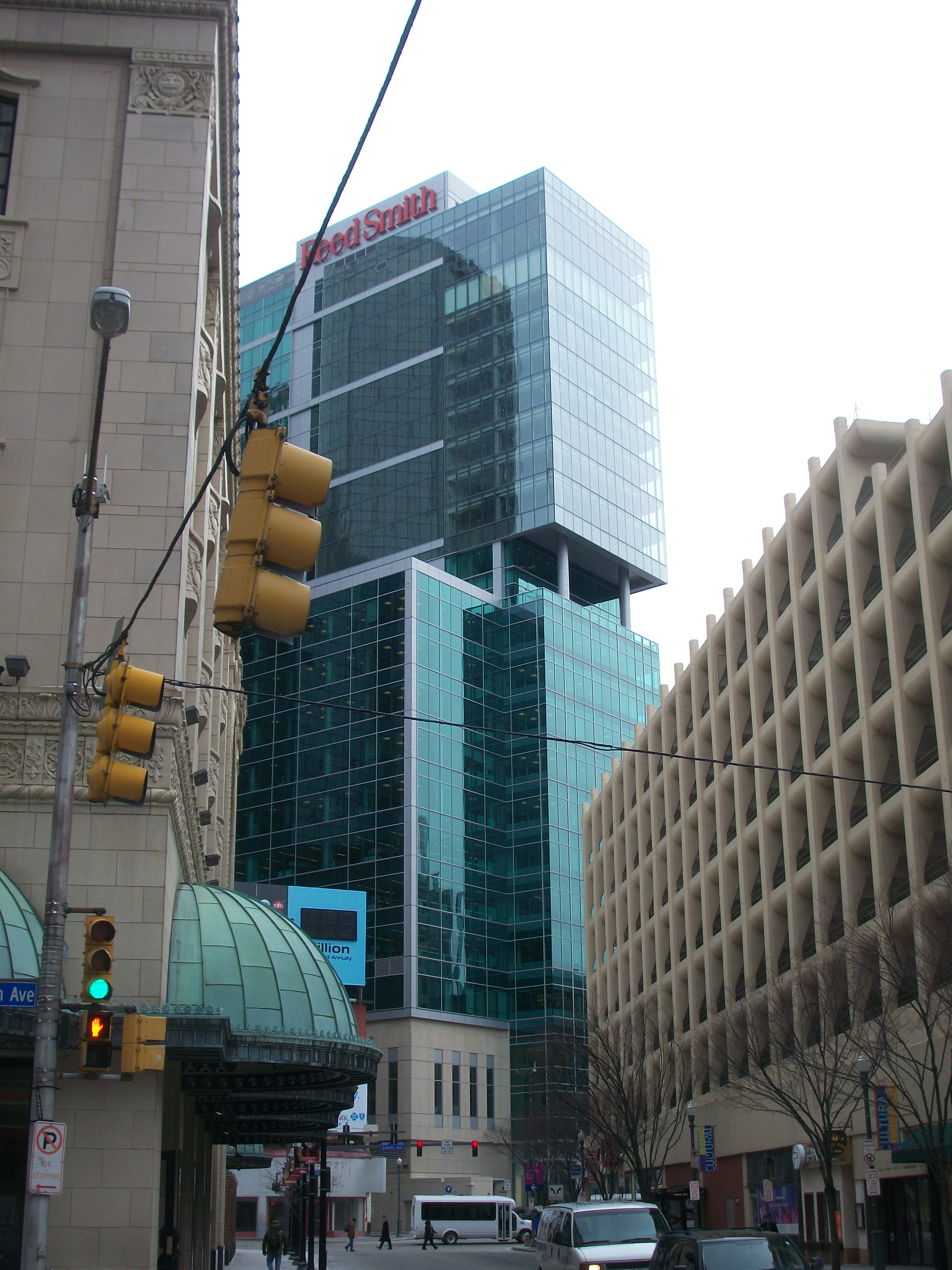
Three PNC Plaza, Питтсбург
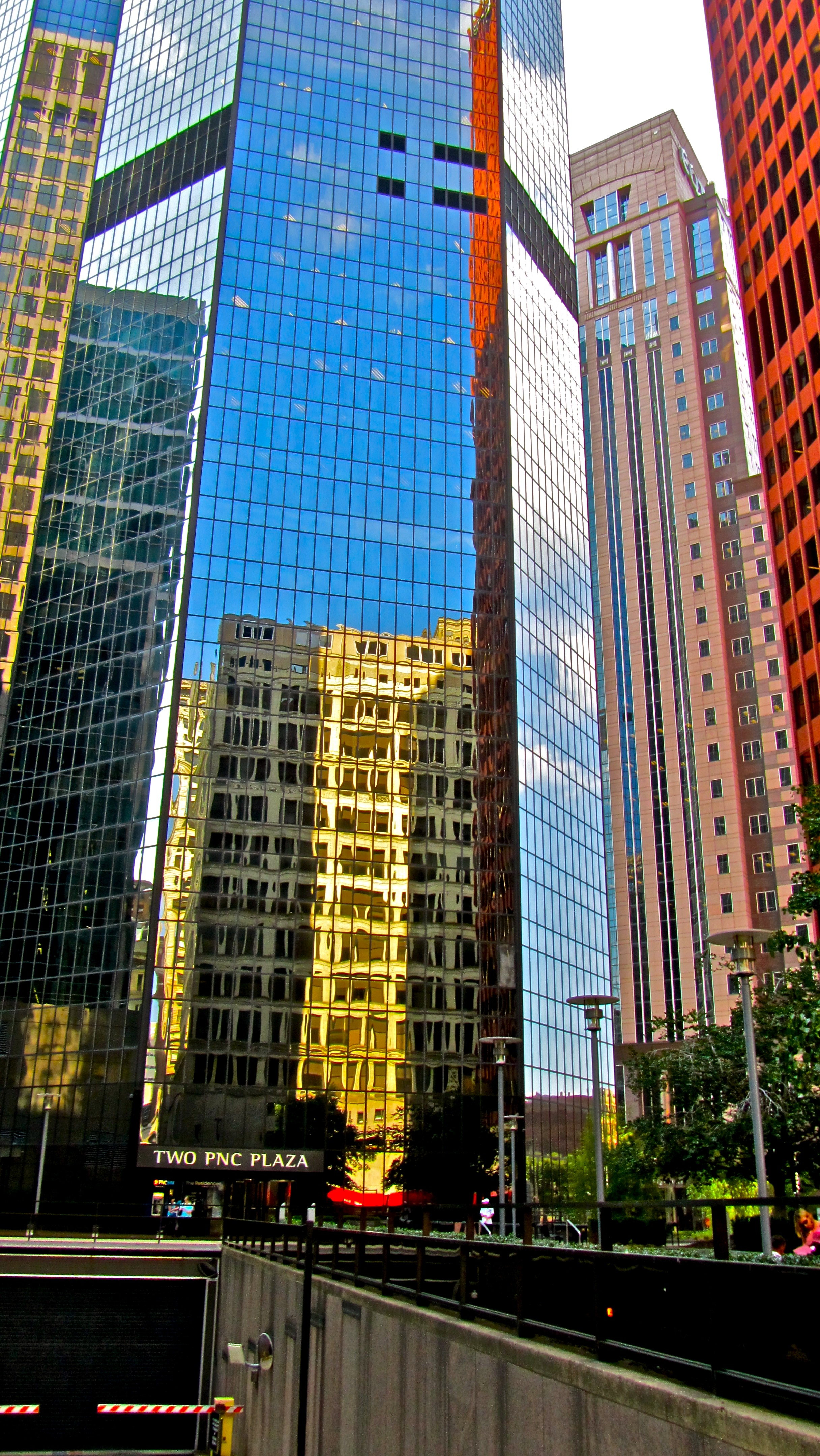
Two PNC Plaza, Питтсбург
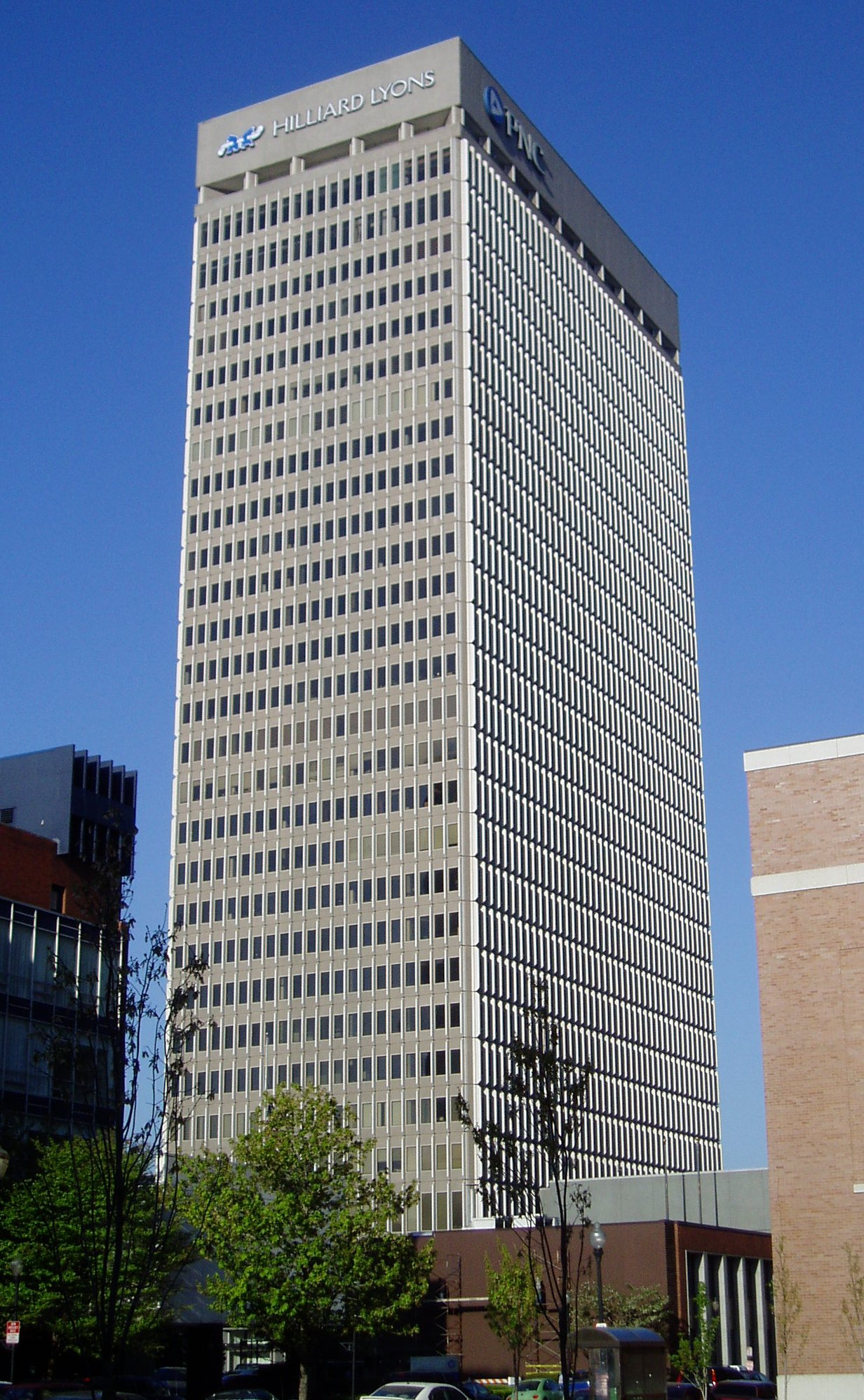
PNC Plaza, Луисвилл
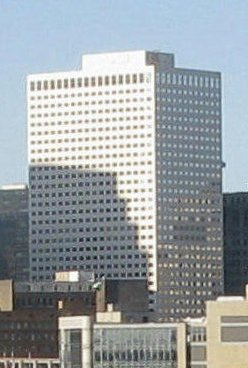
PNC Center, Кливленд
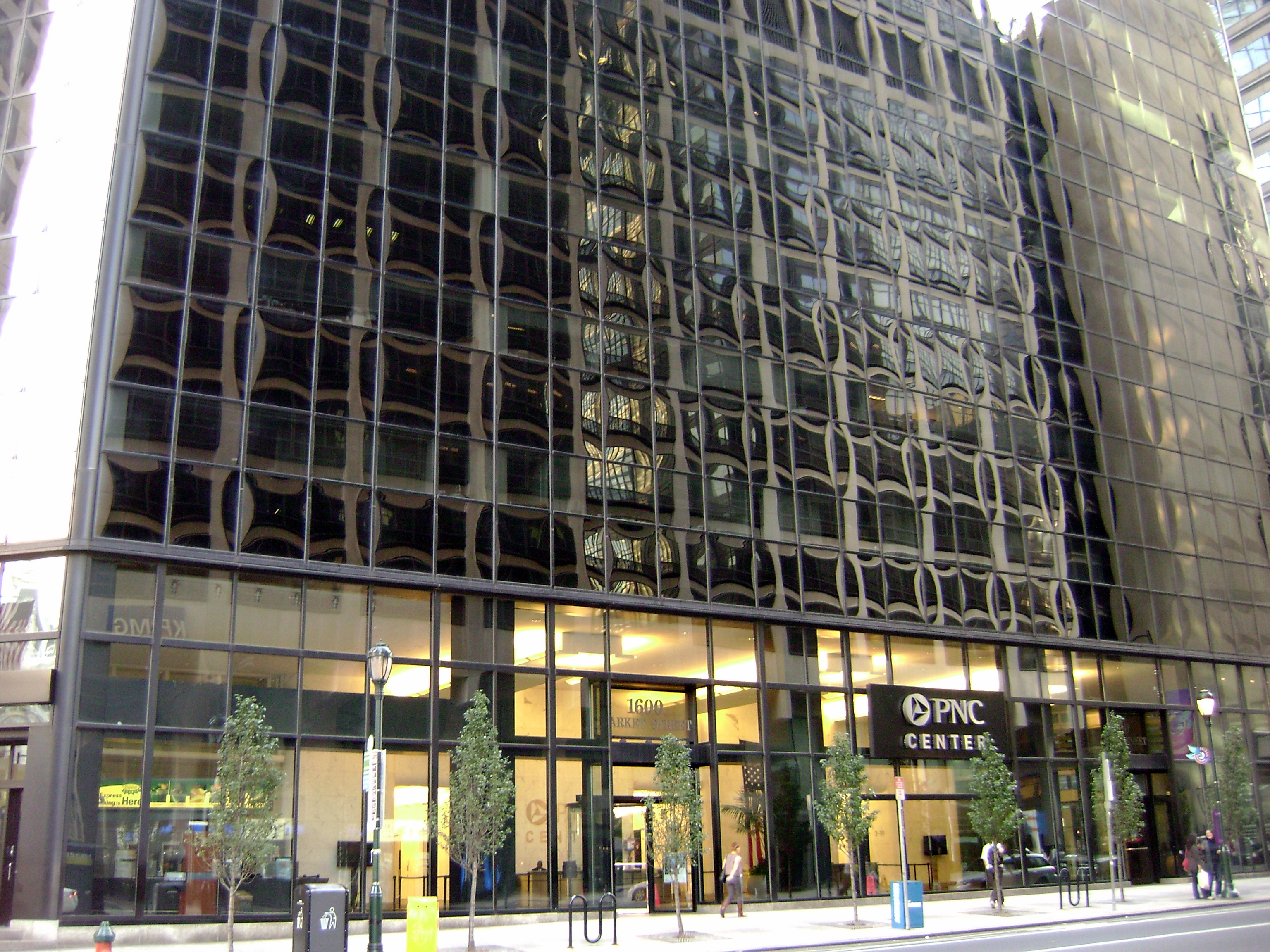
PNC Bank Building, Филадельфия
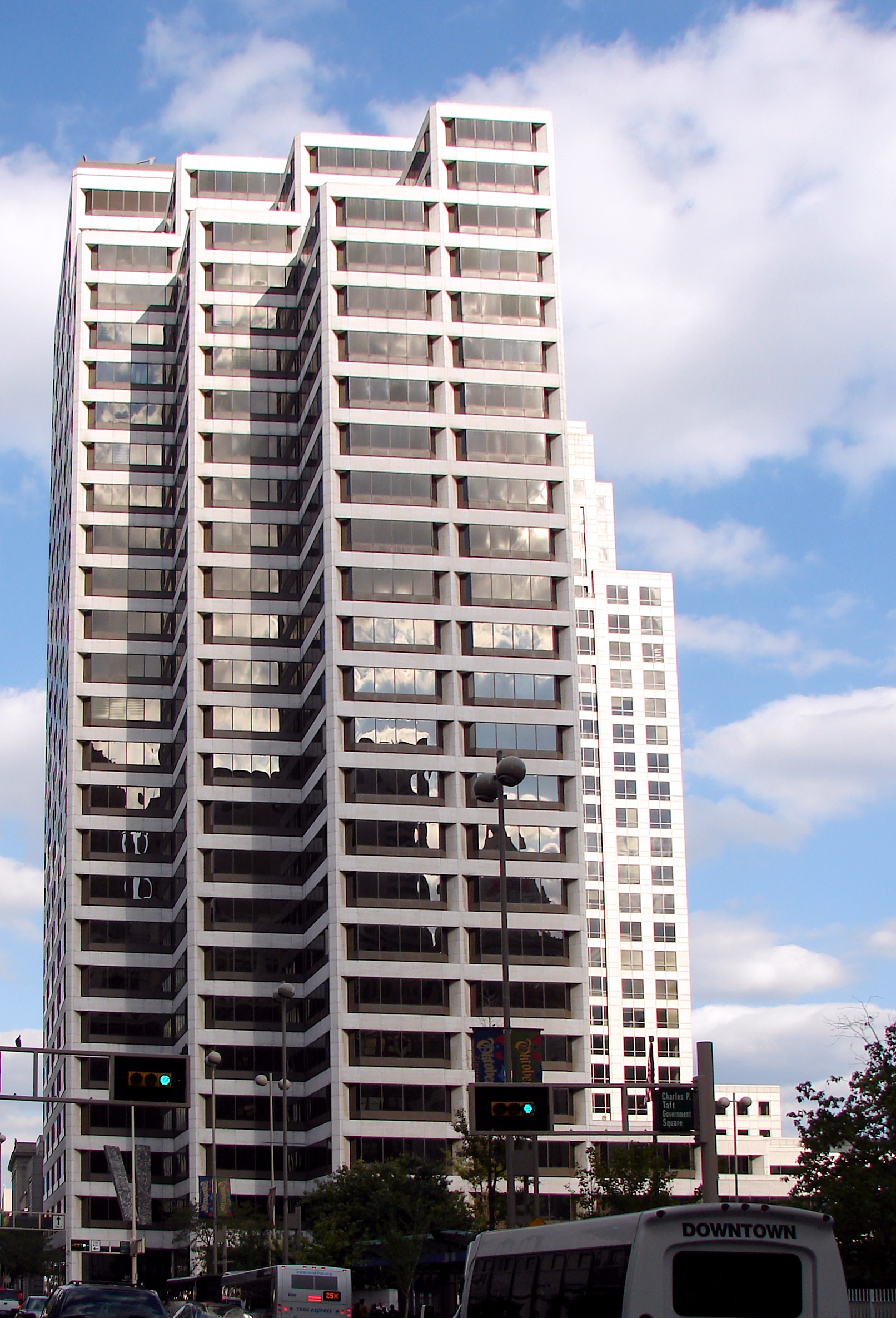
PNC Center, Цинциннати
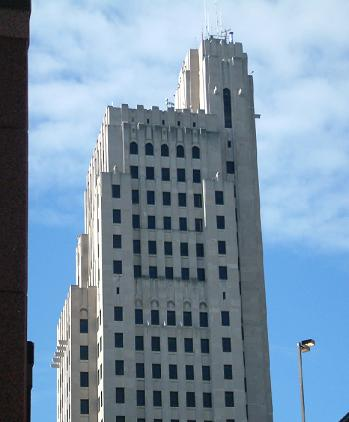
National City Bank Building, Толедо
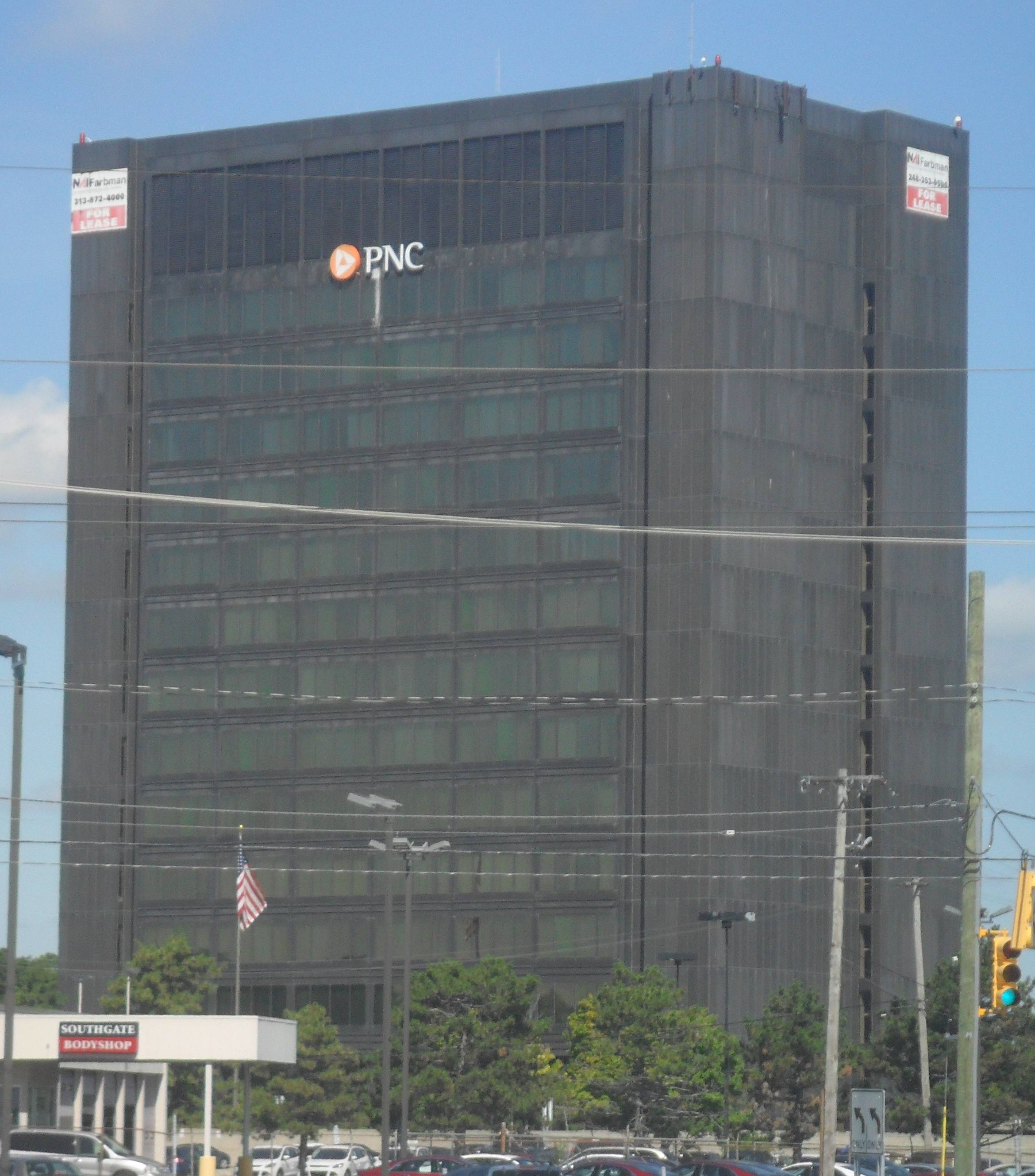
Отделение PNC Bank в Саутгейте, Мичиган
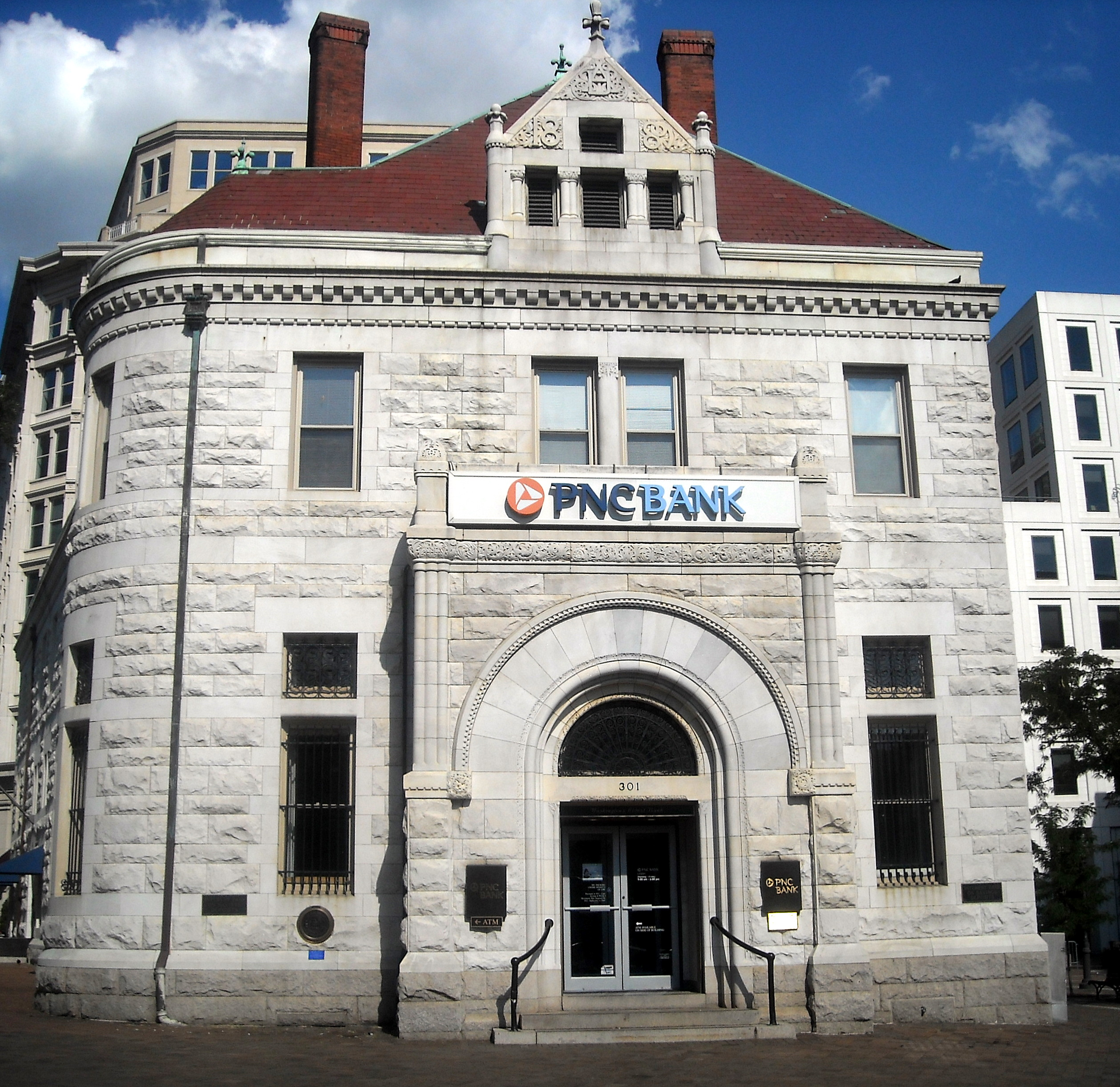
Отделение банка PNC, расположенный в историческом здании Национального Банка в Вашингтоне
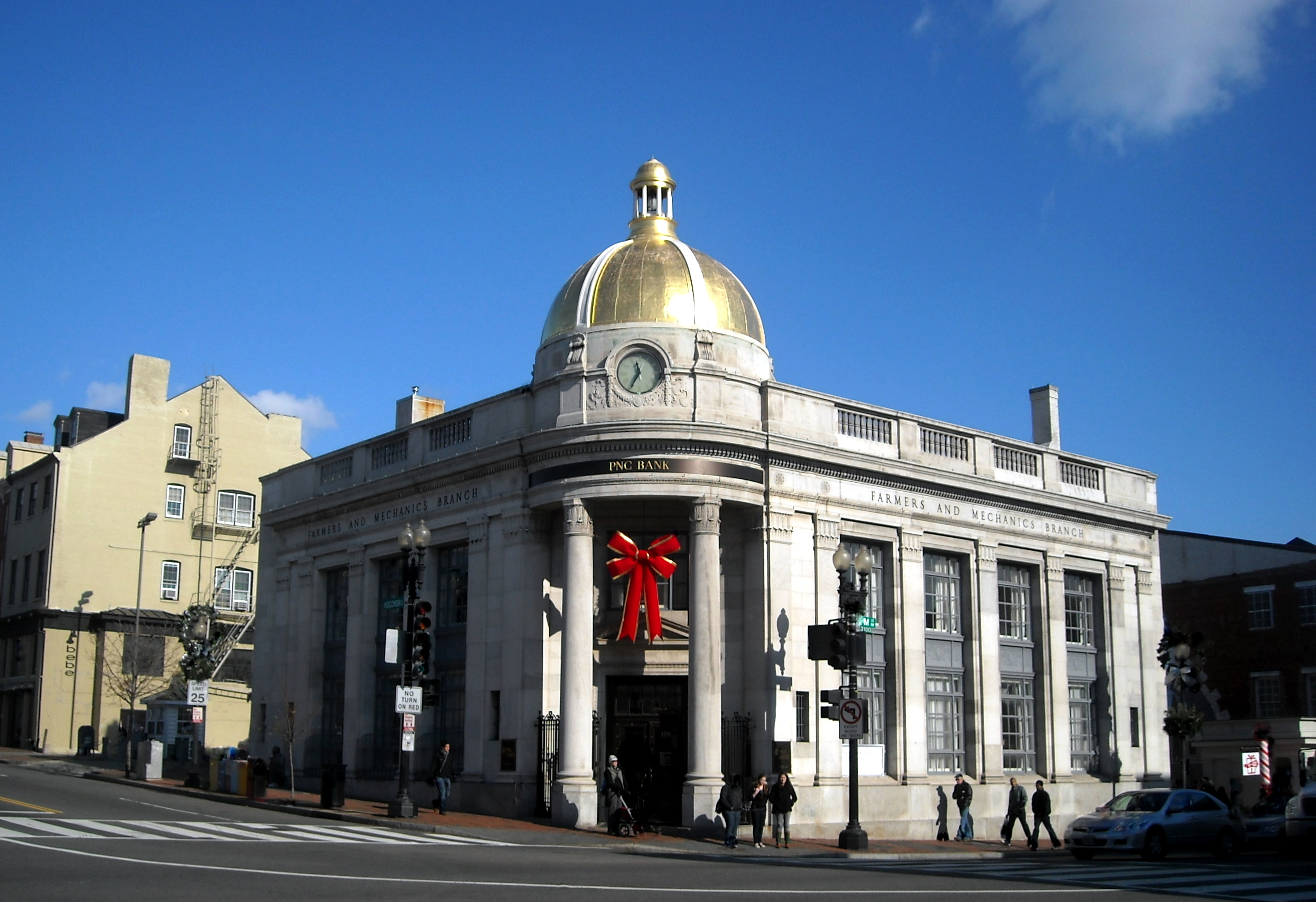
Отделение PNC Bank, расположенный в Джорджтауне, Вашингтон

## Права наименования
PNC владеет корпоративными правами обозначения на следующее:
- PNC-парк
- PNC-арена